# Exceptio rei venditae et traditae
Die exceptio rei venditae et traditae (lat. „Einrede der verkauften und übergebenen Sache“) war eine Einrede im römischen Recht, mit der sich der Beklagte gegen die „rei vindicatio“ (Eigentumsklage) zur Wehr setzen konnte.

## Klagformel
Sie wurde in die Klageformel aufgenommen, so dass diese folgendermaßen lautete:
„Titius iudex esto. Si paret rem, qua de agitur, es iure Quiritium Auli Agerii esse, si non Aulus Agerius eam rem, qua de agitur, Numerio Negidio vendidit et tradidit, neque ea res arbitrio iudicis Aulo Agerio restituetur, quanti ea res erit, tantam pecuniam iudex Numerium Negidium Aulo Agerio condemnato; so non paret, absolvito.“ („Titus soll Richter sein. Was die Angelegenheit betrifft, dass Aulus Agerius bei Numerius Negidius einen silbernen Tisch in Verwahrung gegeben hat, worum es sich handelt, sollst du, Richter, zu allem, was aus Treu und Glauben der Numerius Negidius dem Aulus Agerius zu geben (oder) zu tun verpflichtet ist, den Numerius Negidius zugunsten des Aulus Agerius verurteilen. Wenn es sich aber nicht als wahr herausstellt, so sollst du die Klage abweisen“).
Wie bei jeder exceptio musste der Richter dadurch den Einredetatbestand zusätzlich prüfen und die Klage bei dessen Erfüllung abweisen. Die exceptio musste beim Prätor in die ProzessformelKlagformel aufgenommen werden. Wer das versäumte, wurde damit vor dem Richter nicht mehr gehört.